# Íficles

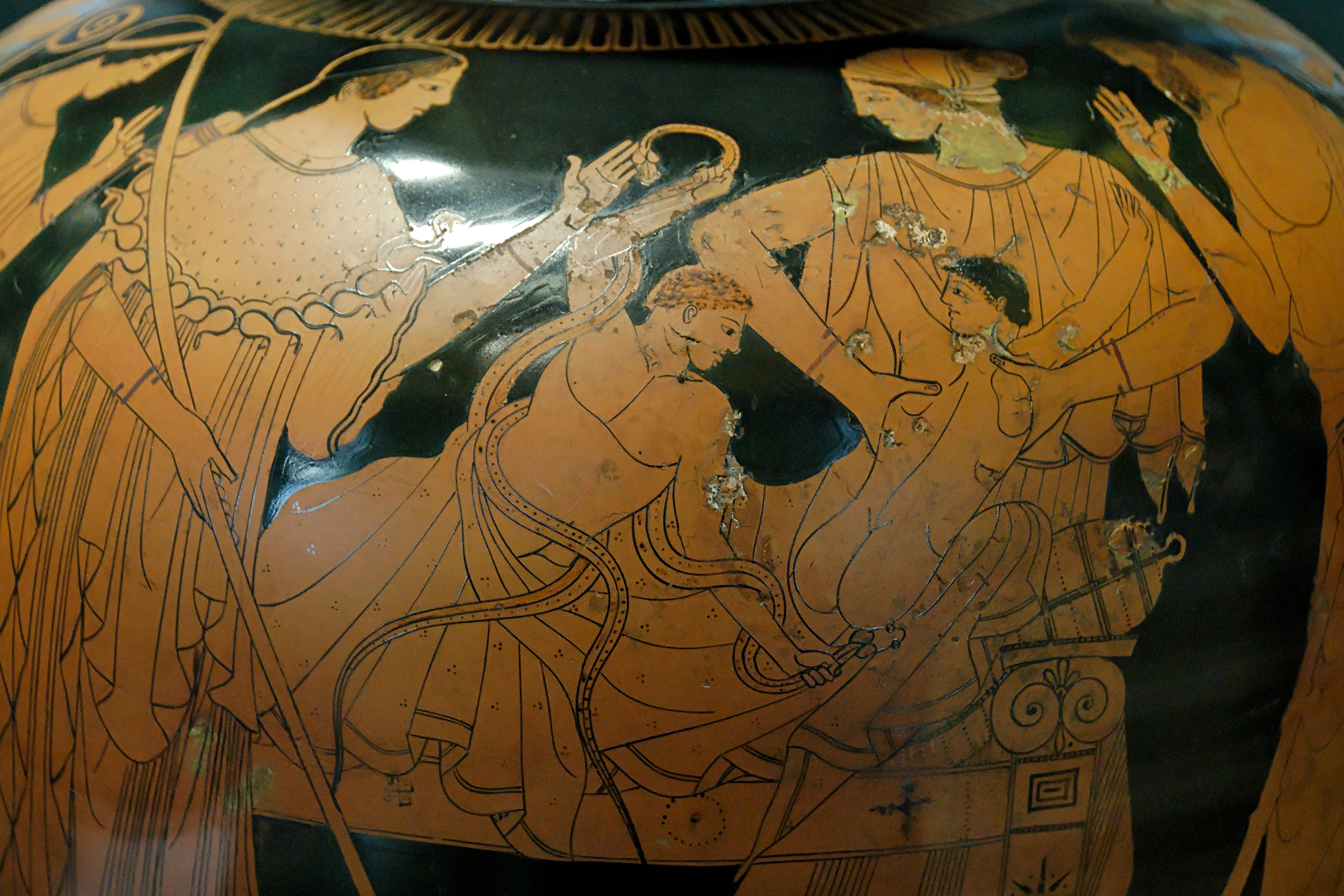
Heracles i Íficles, Museu del Louvre.

Íficles (llatí: Iphĭclēs, Iphĭclus; grec antic: Ἰφικλῆς) fou un heroi, fill d'Amfitrió i d'Alcmena.
La seva ascendència és únicament humana, mentre que el seu germà bessó, Hèracles, és fill de Zeus i d'Alcmena. Quan eren petits ja es va notar la diferència entre els dos. Dues serps, enviades per Hera, van entrar a l'habitació on hi havia els bessons. Íficles va tenir por i es va amagar, i Hèracles va ofegar totes dues serps alhora.
Més endavant acompanyà el seu germà en alguns treballs. Va lluitar amb ell contra els habitants d'Orcomen, cosa que li va valer la recompensa del rei Creont, de casar-se amb la més jove de les seves filles, mentre que Hèracles es casà amb la més gran, Mègara. Per aquest matrimoni va haver d'abandonar la seva primera dona, Automedusa, que li havia donat un fill, Iolau. Durant un episodi de bogeria, Hèracles va matar els fills que havia tingut amb Mègara i dos fills d'Íficles, que va aconseguir salvar Iolau i Mègara.
Íficles va anar amb Hèracles en l'expedició contra Troia, i figura en la llista dels caçadors del senglar de Calidó.
Va morir lluitant contra Hipocoont o, segons una altra versió, contra els Moliònides. A Feneos, a l'Arcàdia, s'ensenyava la seva tomba, ja que va ser traslladat allà abans de la seva mort.